# شهرستان چیشن
شهرستان چیشن (به لهستانی: Powiat Cieszyn) یک شهرستان در لهستان است که در استان سیلسیان واقع شده‌است. شهرستان چیشن ۷۳۰٫۲ کیلومتر مربع مساحت و ۱۷۱٬۰۲۹ نفر جمعیت دارد.